# Сибата (уезд)
Сибата (яп. 柴田郡 Сибата-гун) — уезд, расположенный в префектуре Мияги, Япония.
По оценкам на 1 сентября 2017 года, численность населения составляет 82 905 человек, площадь 428,17 км², плотность населения 194 человек на один км².
Уезд Сибата состоит из четырёх посёлков.
С 1878 года, когда были восстановлены уезды как административные единицы, границы уезда Сибата остаются неизменными.

## Посёлки
- Огавара
- Мурата
- Сибата
- Кавасаки

## Население
Ниже показана динамика изменения численности населения в уезде Сибата.

                     уезд Сибата
                     посёлок Сибата
                     посёлок Огавара
                     посёлок Мурата
                     посёлок Кавасаки

## История
Первое упоминание встречается в документе эры Ёро, в котором говорится, что уезд Катта был выделен из уезда Сибата в 10-ю луну 5-го года Ёро (721 год). Таким образом, можно сказать, что уезд Сибата в те времена представлял собой территорию, на которой расположены современные уезды Сибата и Катта.
В период Бакумацу (с 1853 по 1869 год) уезд Сибата входил в состав провинции Муцу, и находился на территории княжества Сэндай.
Согласно статистической книге «Кюдака Кюрё Торисирабэтё» (旧高旧領取調帳), составленной правительством в начале эпохи Мэйдзи для каждой префектуры, на территории уезда находилось 35 сёл:  
Фунаока 船岡村, Каминомё 上名生村, Наканомё 中名生村, Симономё 下名生村, Оя 大谷村, Фунабасами 船迫村, Иримано 入間野村, Ёккаитиба 四日市場村, Камикавана 上川名村, Эбиана 海老穴村, Конарита 小成田村, Нарита 成田村, Окавара 大河原村, Тайра 平村, Цуцуми 堤村, Ниттэра 新寺村, Оямада 小山田村, Фукуда 福田村, Нумабэ 沼辺村, Усуги 薄木村, Сэкиба 場村, Коидзуми 小泉村, Муратаго 村田郷, Аситатэ 足立村, Оно 小野村, Мотоисаго 本砂金村, Имадзюку 今宿村, Каваути 川内村, Хасэкура 支倉村, Иримада 入間田村, Суго 菅生村, Томидзава 富沢村, Хадзака 葉坂村, Нумата 沼田村, Маэкава 前川村.
- 1 апреля 1889 года с введением новой муниципальной системы были образованы посёлок Огавара (大河原町) и 7 сёл: Канагасэ (金ヶ瀬村), Фунаока (船岡村), Цукиноки (槻木村), Нумабэ (沼辺村), Мурата (村田村), Томиока (富岡村) и Кавасаки (川崎村).
- 1 апреля 1894 года были образованы уездные органы управления в посёлке Огавара
- 31 октября 1895 года село Мурата преобразовано в посёлок Мурата (村田町)
- 1 апреля 1904 года село Цукиноки преобразовано в посёлок Цукиноки (槻木町)
- 1 апреля 1923 года уездный совет упразднён, уездная администрация остаётся
- 1 июля 1926 года уездная администрация упразднена
- 3 ноября 1941 года село Фунаока преобразовано в посёлок Фунаока (船岡町)
- 3 мая 1948 года село Кавасаки преобразовано в посёлок Кавасаки (川崎町)
- 20 апреля 1955 года посёлок Мурата, село Нумабэ и часть села Томиока сливаются в один посёлок Мурата. Посёлок Кавасаки и часть села Томиока сливаются в посёлок Кавасаки
- 1 апреля 1956 года посёлки Фунаока и Цукиноки сливаются и образовывают новый посёлок Сибата (柴田町)
- 30 сентября 1956 года посёлок Огавара и село Канагасэ сливаются в посёлок Огавара
- 14 марта 1960 года часть посёлка Кавасаки (0,54 км², 133 человека) вошла в состав посёлка Мурата